# Colom rosat
El colom rosat (Nesoenas mayeri) és un colom, per tant un ocell de la família dels colúmbids (Columbidae) que habita els boscos de l'illa Maurici.